# Euphranta macularis
Euphranta macularis är en tvåvingeart som först beskrevs av Christian Rudolph Wilhelm Wiedemann 1830.  Euphranta macularis ingår i släktet Euphranta och familjen borrflugor. Inga underarter finns listade i Catalogue of Life.